# Cădaciu Mare, Harghita
Cădaciu Mare (maghiară Kadács) este un sat în comuna Șimonești din județul Harghita, Transilvania, România.

## Imagini

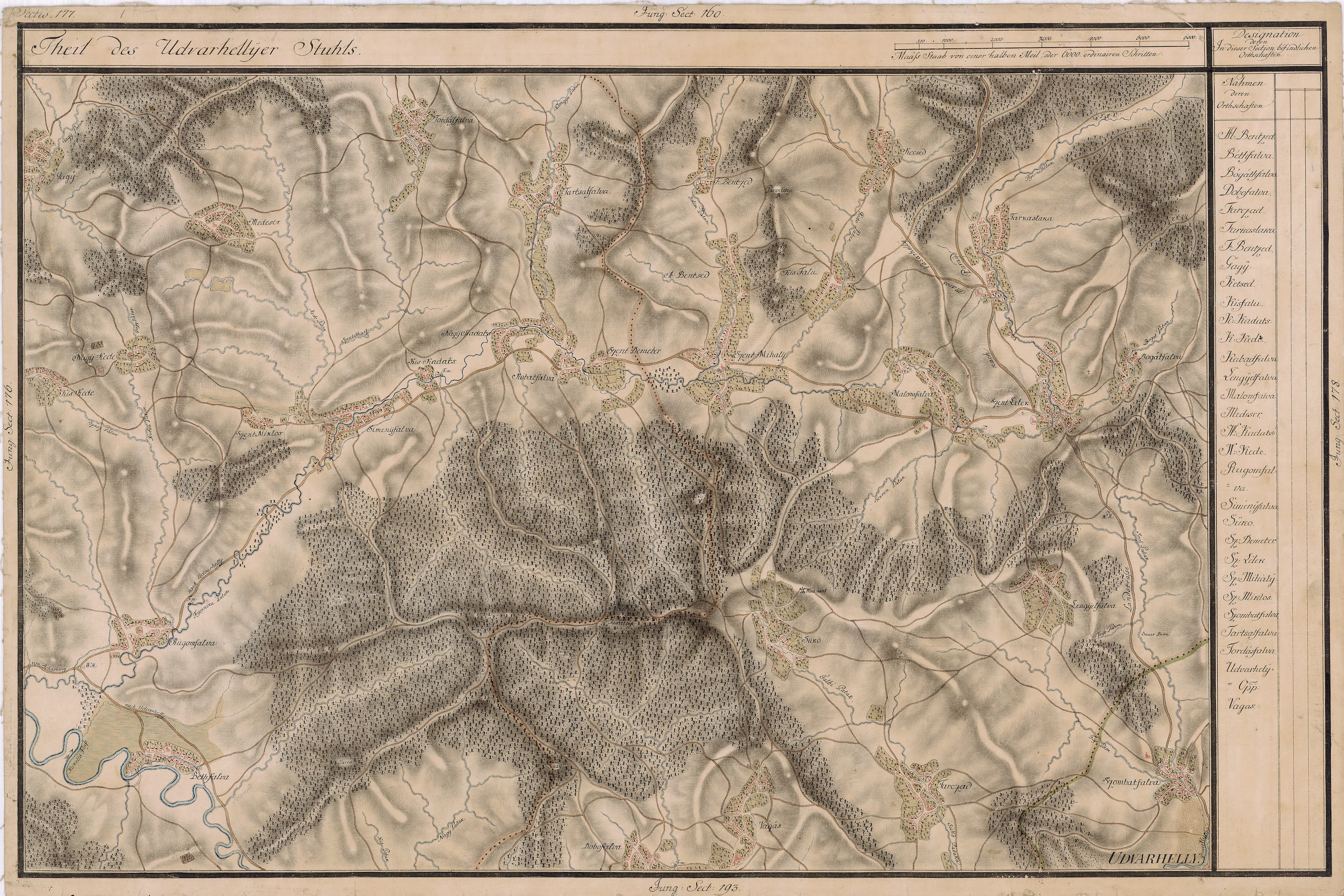
Cădaciu Mare în Harta Iosefină a Transilvaniei, 1769-73

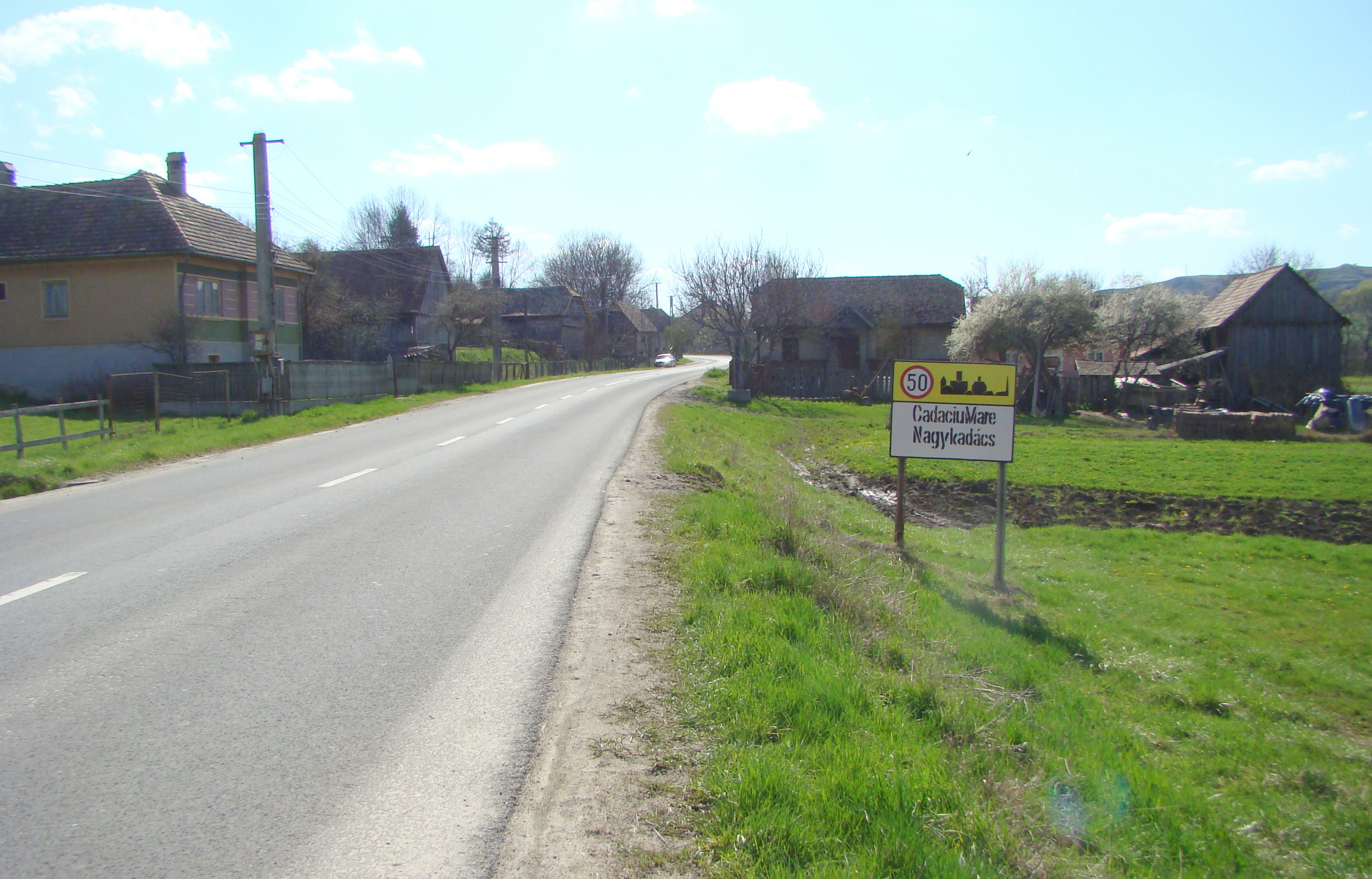
Intrarea în localitate
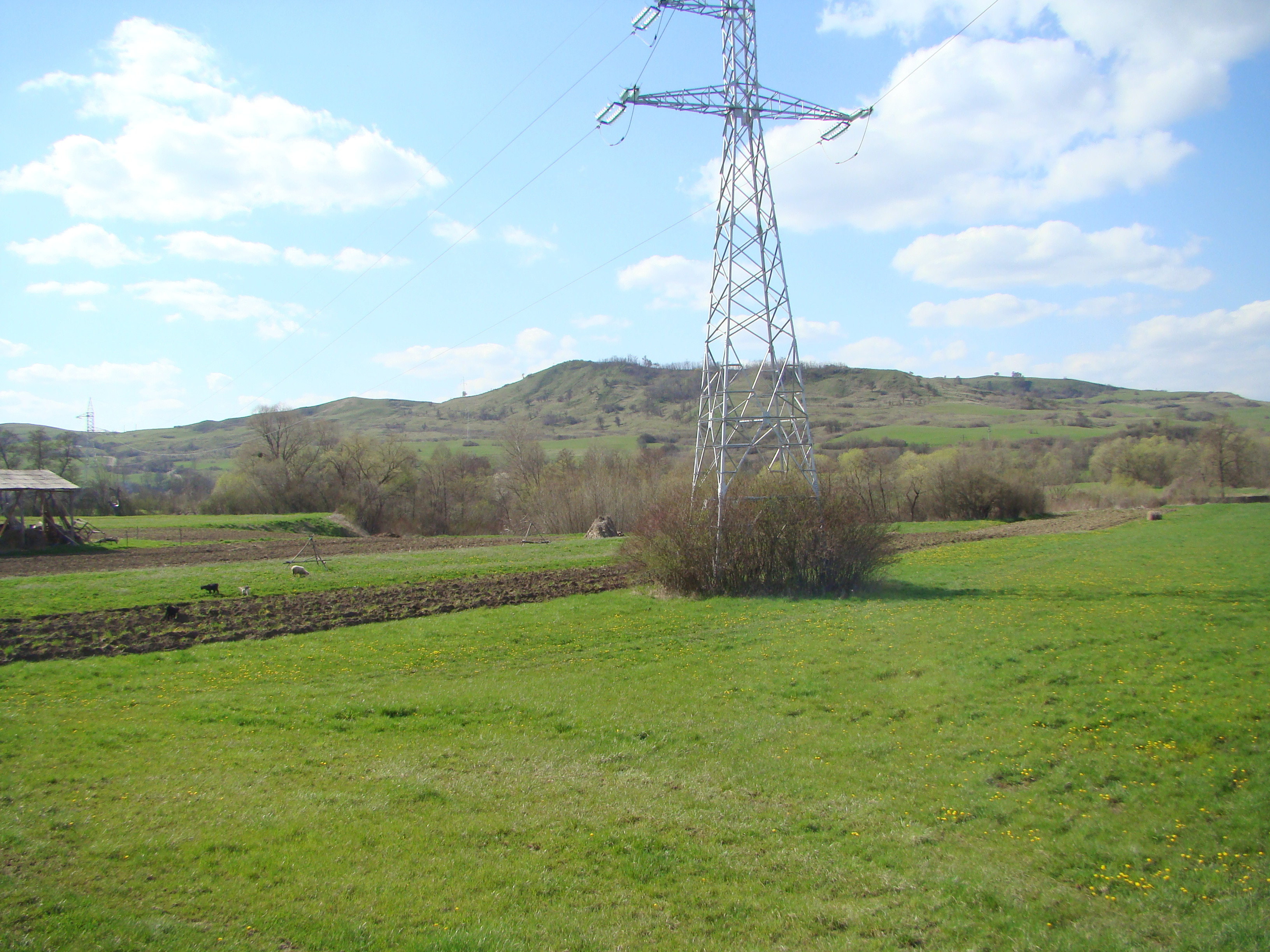
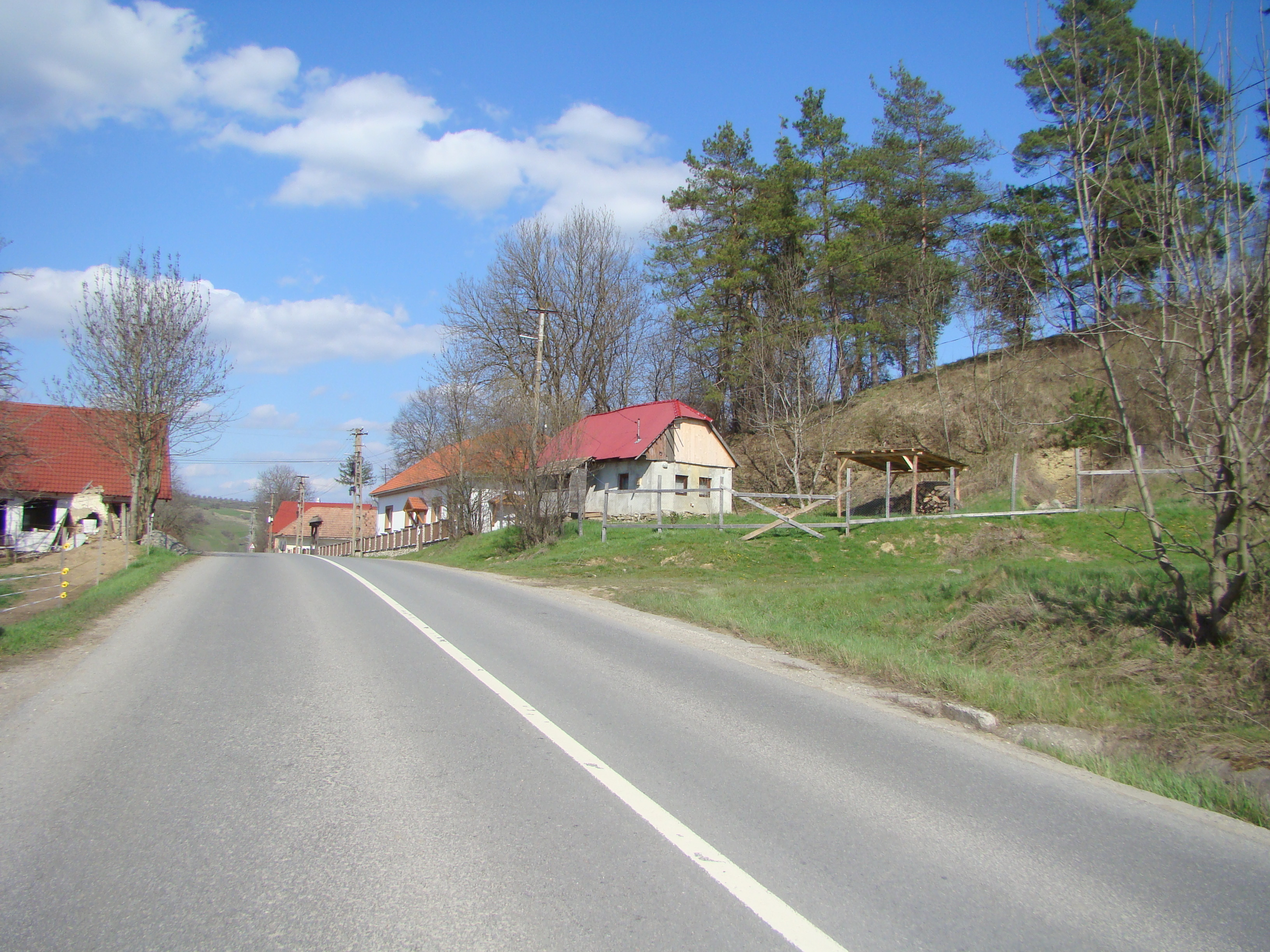
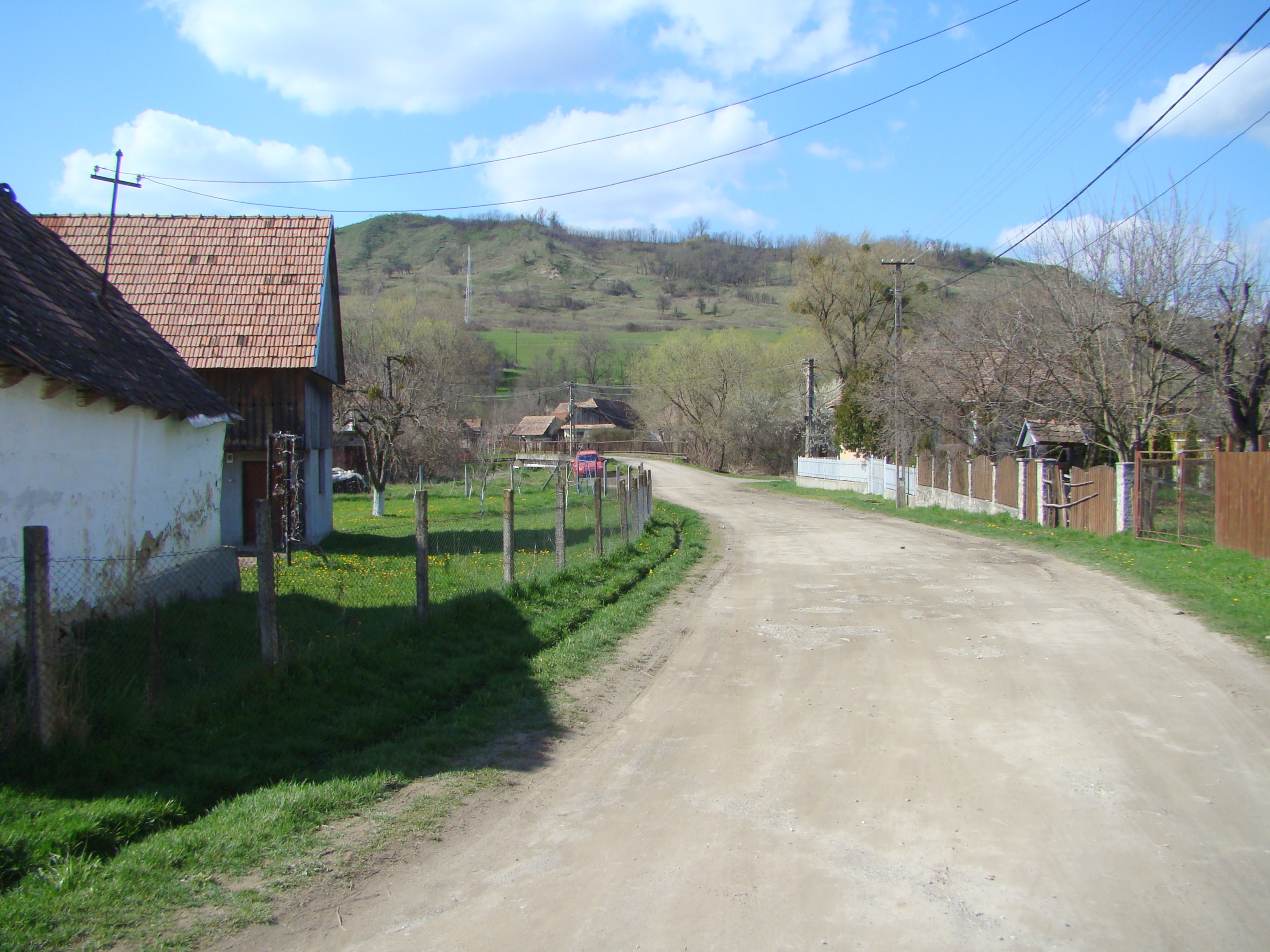
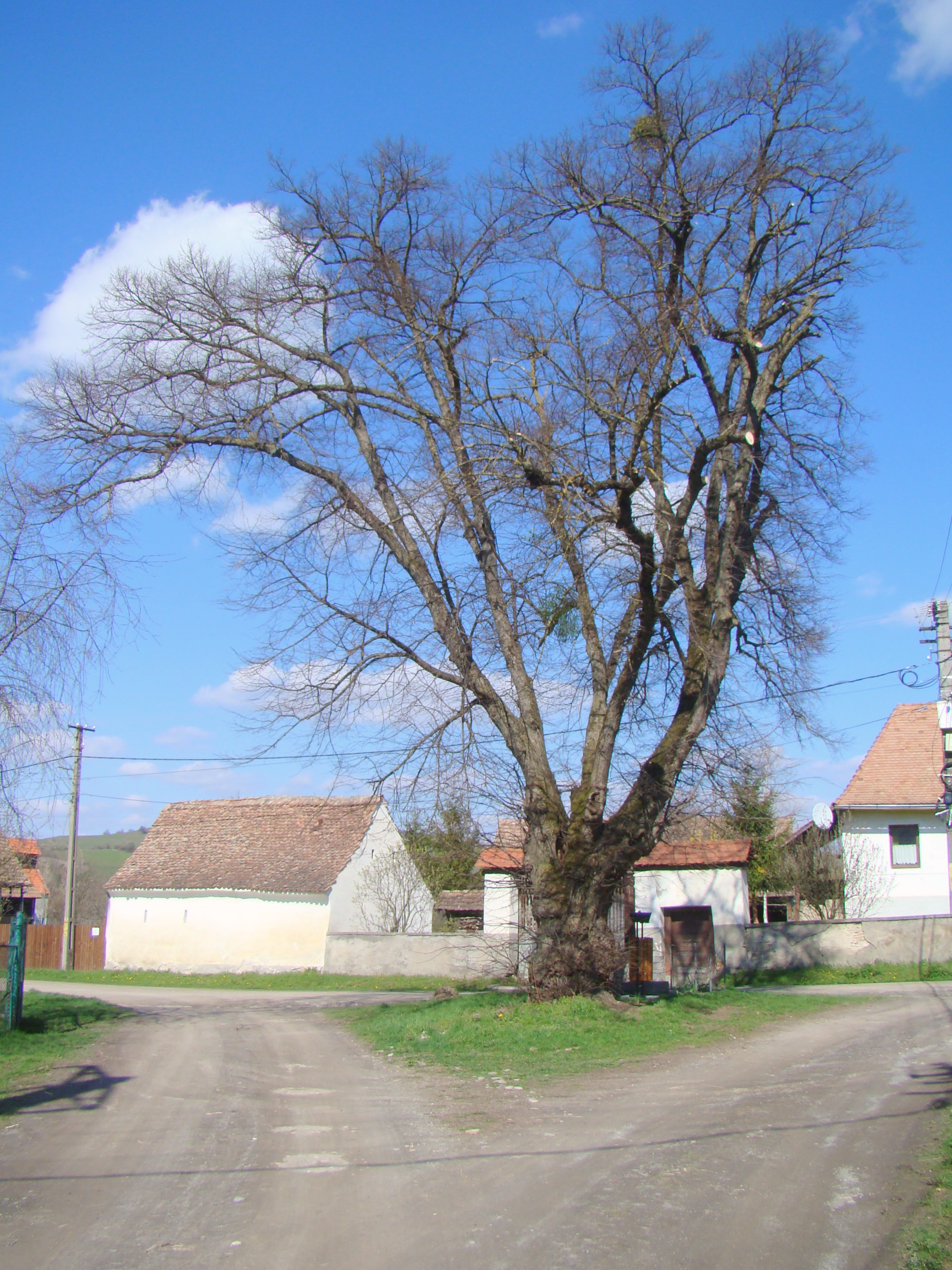
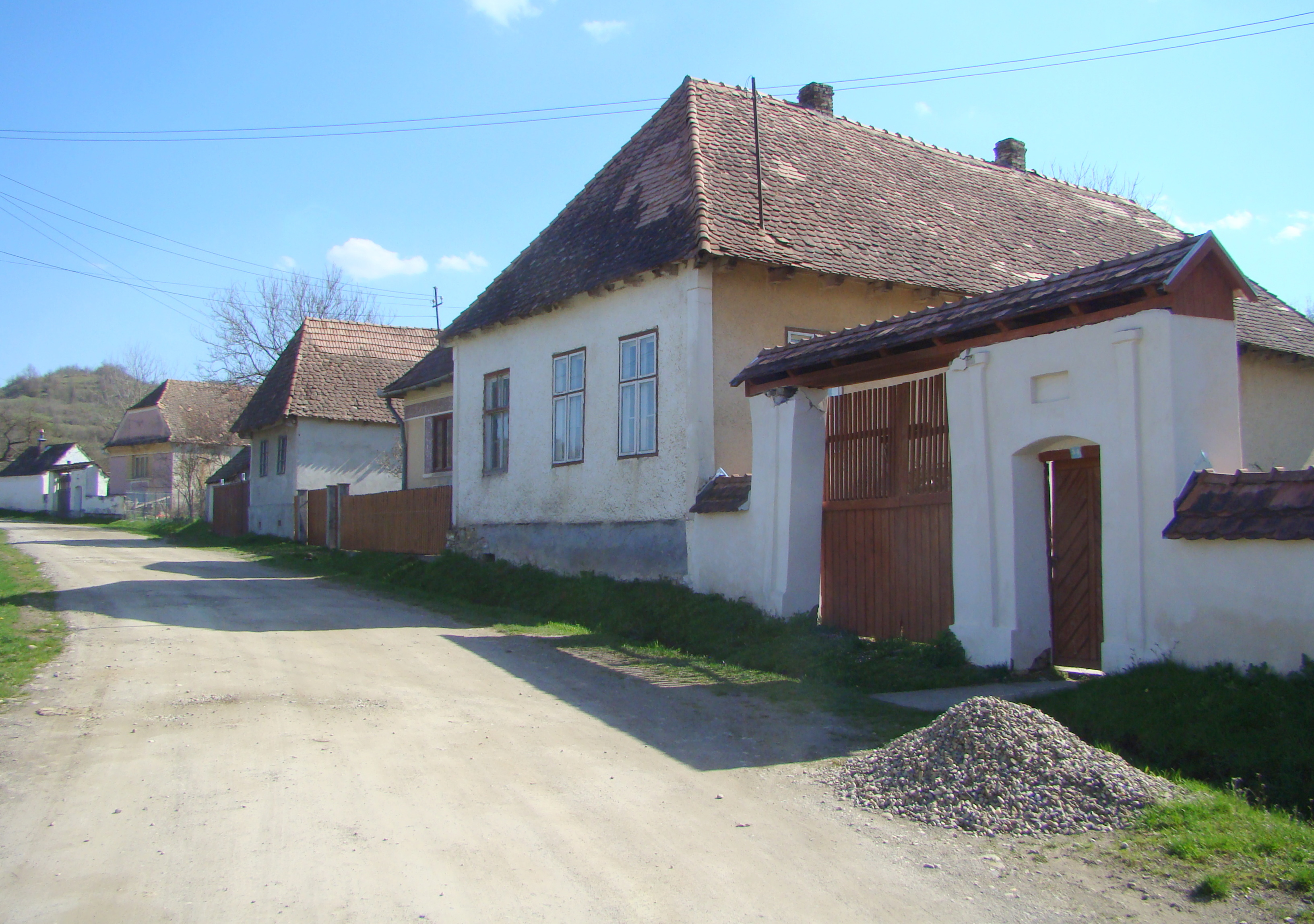
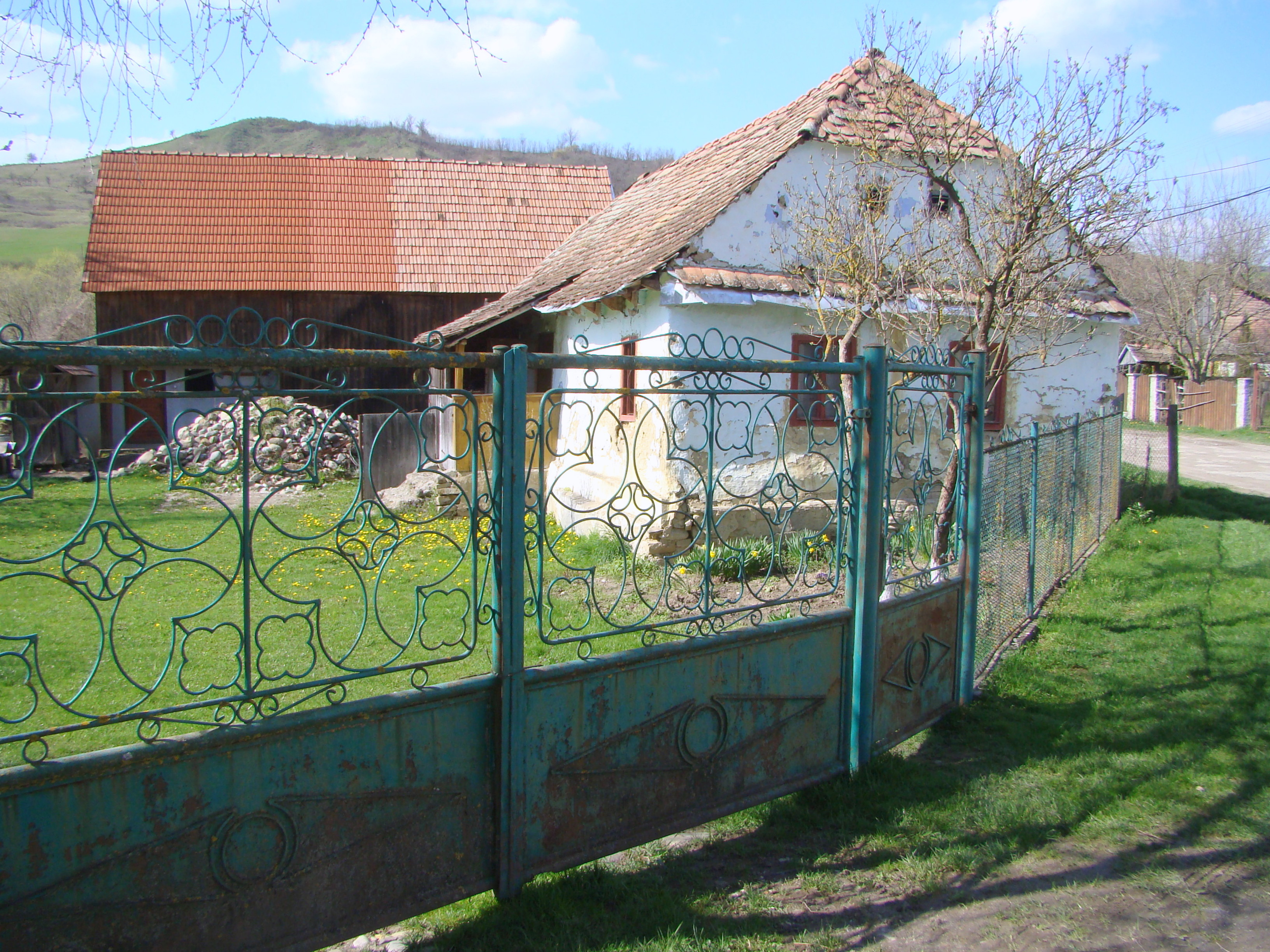
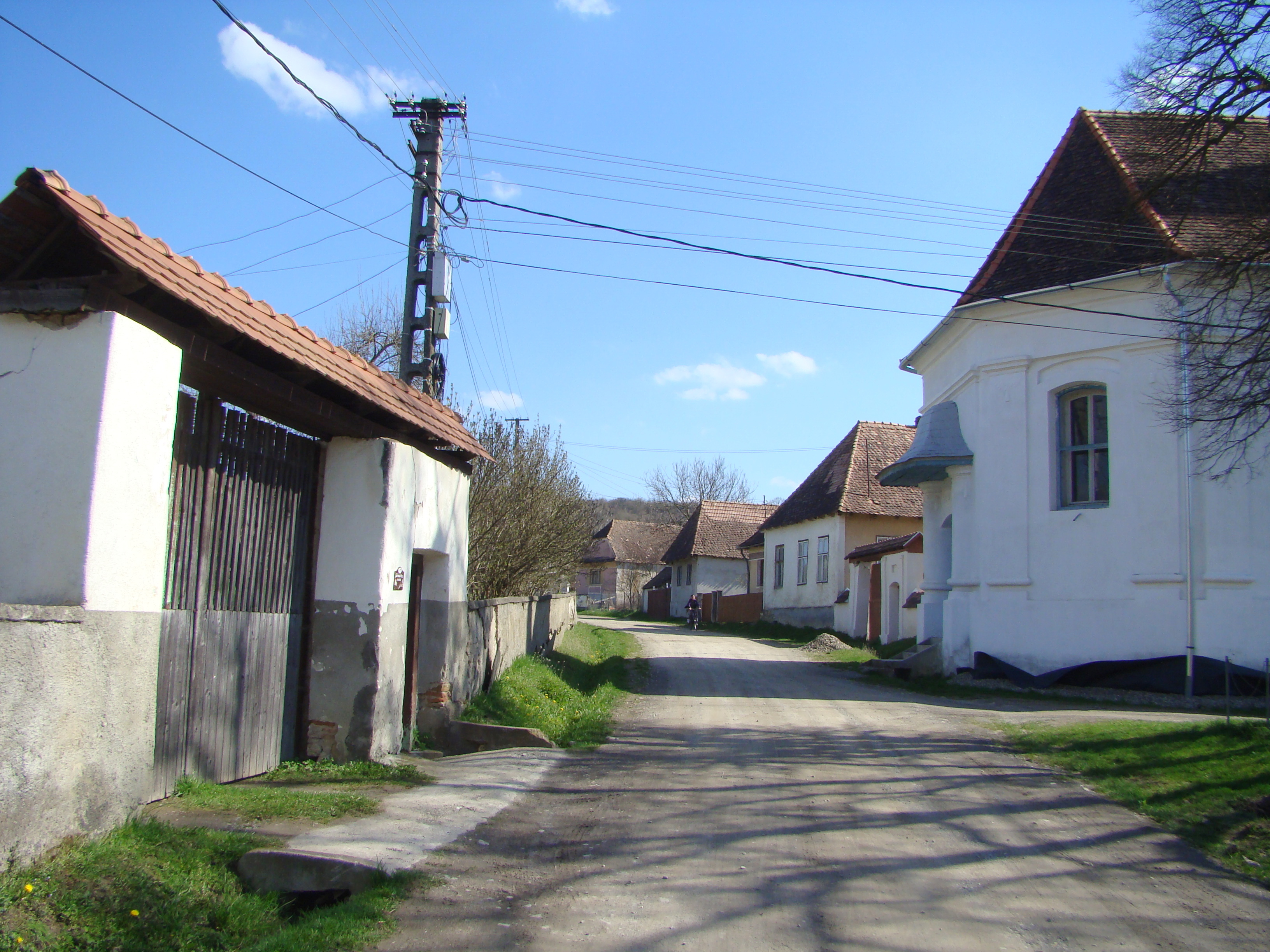
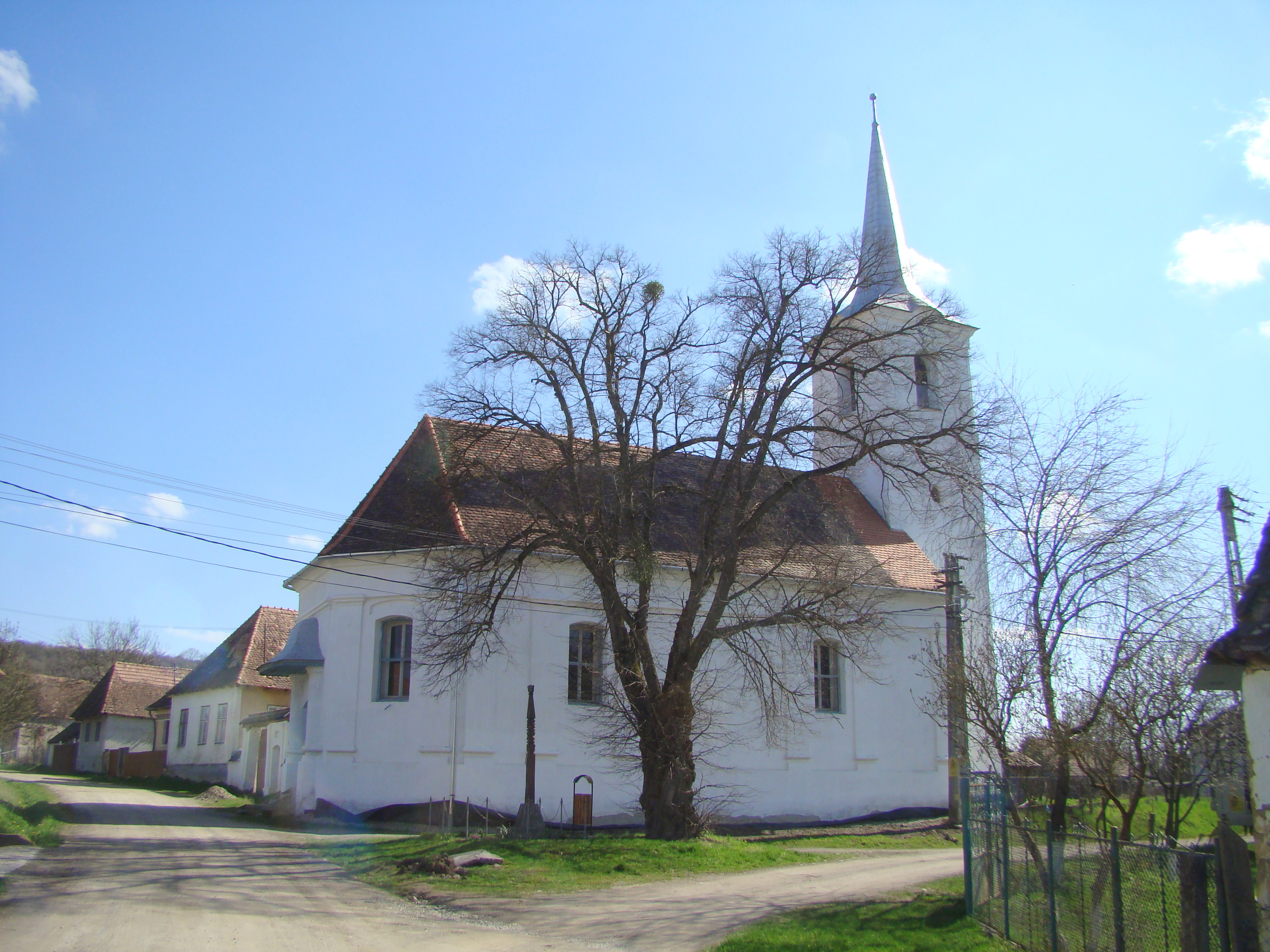
Biserica unitariană (1838)
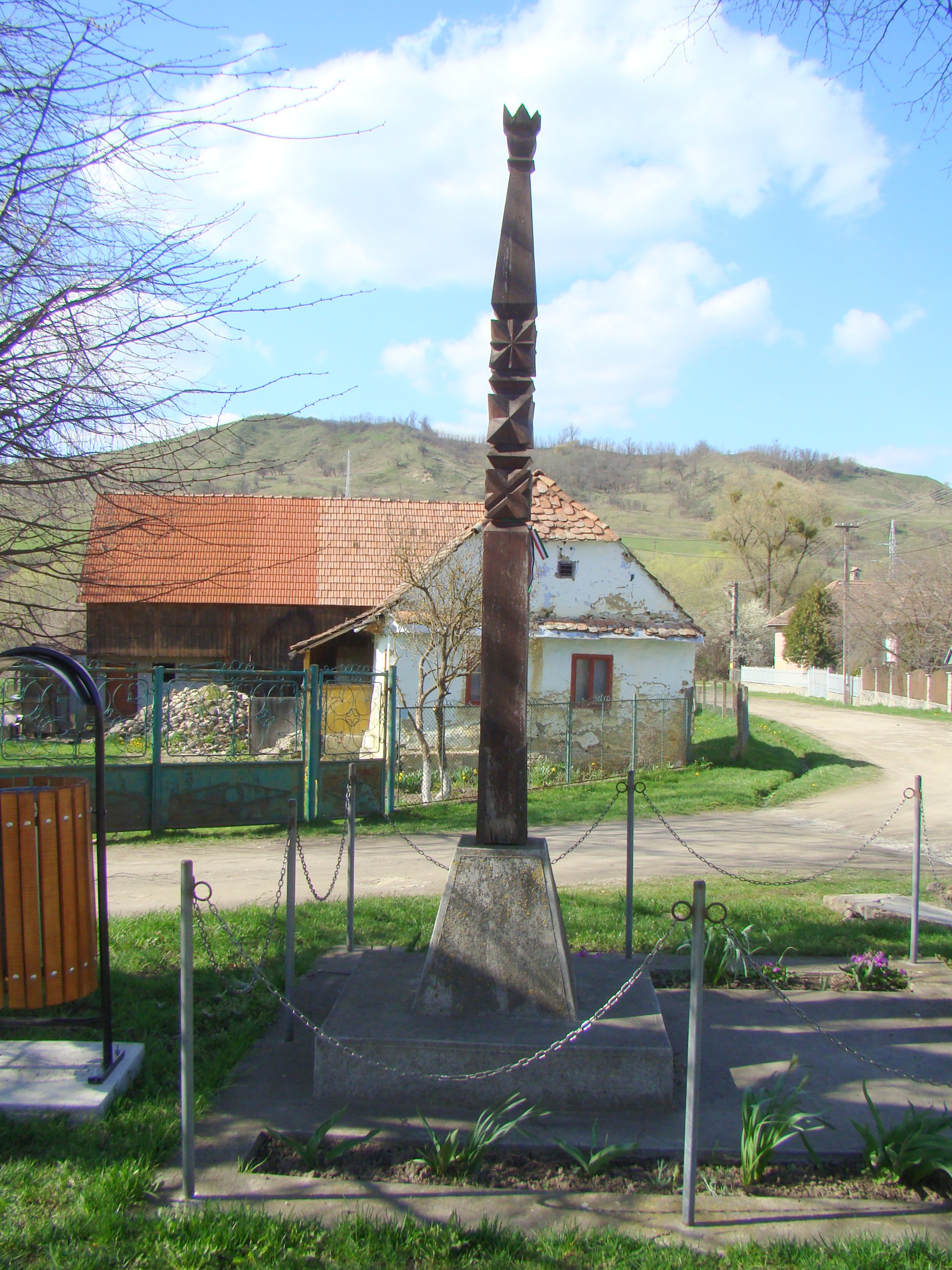
Kopjafa
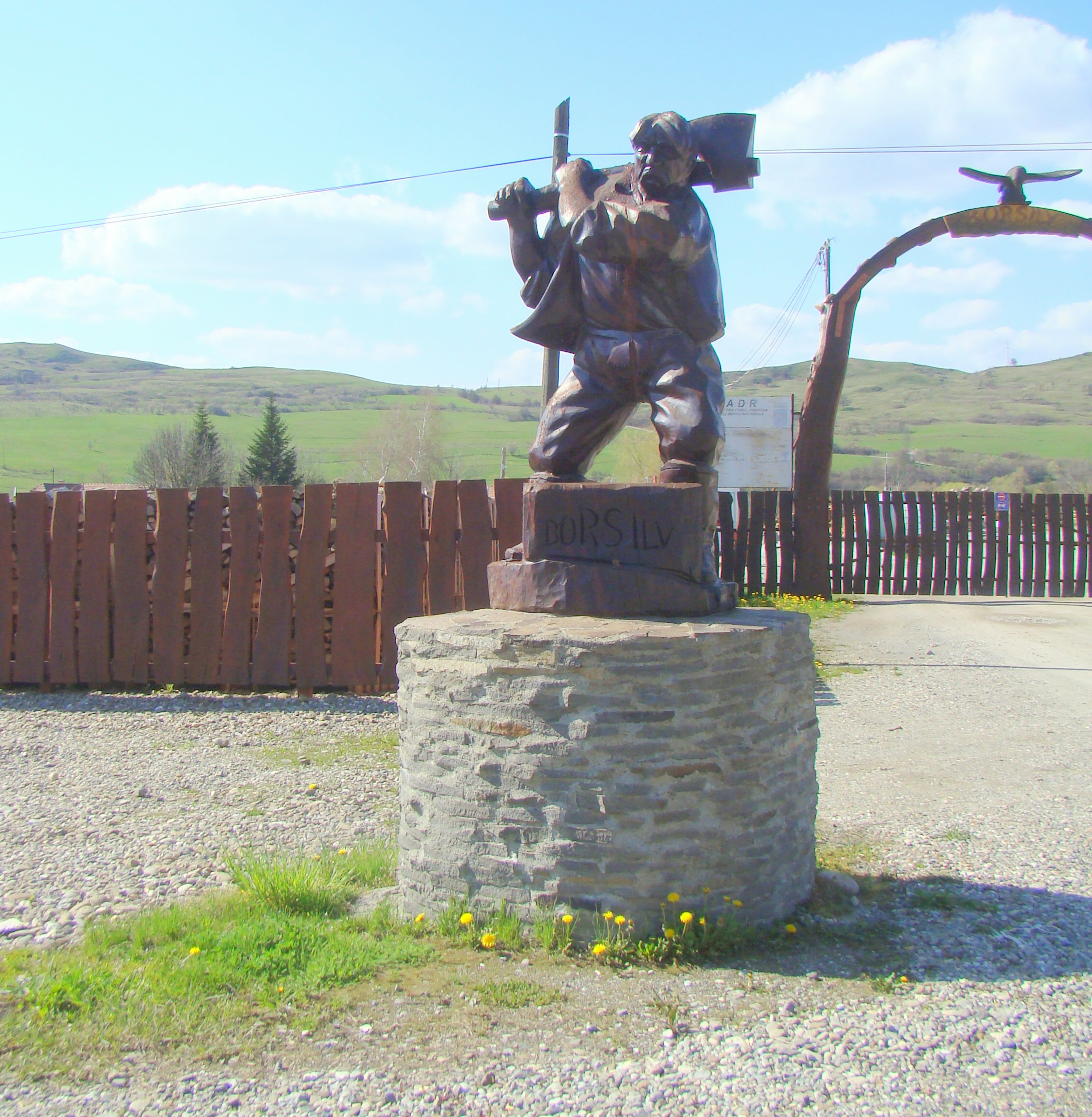
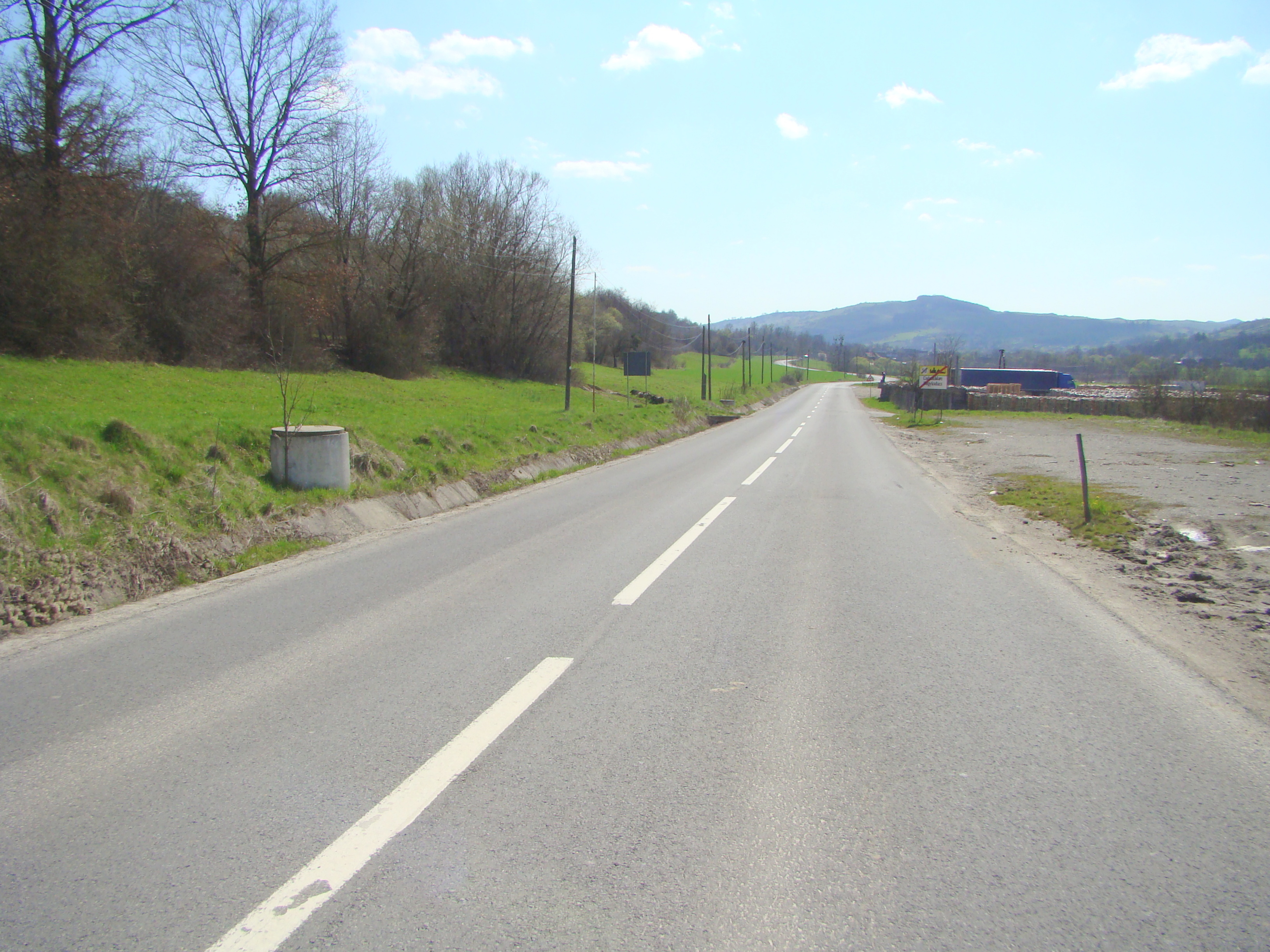

 Acest articol despre o localitate din județul Harghita este deocamdată un ciot. Puteți ajuta Wikipedia prin completarea lui.